# Stanislas Clastrier
Stanislas Clément Clastrier, llamado Stanislas Clastrier, fue un escultor francés, nacido en Montagnac el 5 de mayo de 1857 y fallecido en Marsella el 13 de agosto de 1925.

## Datos biográficos
Stanislas Clastrier hizo su aprendizaje de escultor en Marsella y posteriormente se trasladó a París para seguir los cursos de la escuela de Bellas Artes de París donde fue alumno de François Jouffroy y de André Allar. expuso en los salones de 1878 a 1889, y se estableció en Marsella en 1883.
Realizó los retratos de Camille Pelletan (1891), Hyppolite Pépin para la cámara de comercio de Saint-Étienne, Érasme Guichet en Châteauneuf-les-Martigues, Augustin Fabre para los archivos comunales de Marsella. Esculpió así mismo frontones para diversos monumentos públicos o privados. Tras la Primera Guerra Mundial realizó numerosos monumentos a los muertos: Les Pennes-Mirabeau, Peypin, Rognac, Saint-Zacharie, Vitrolles y para los barrios de Saint-André y Saint-Antoine en Marsella.

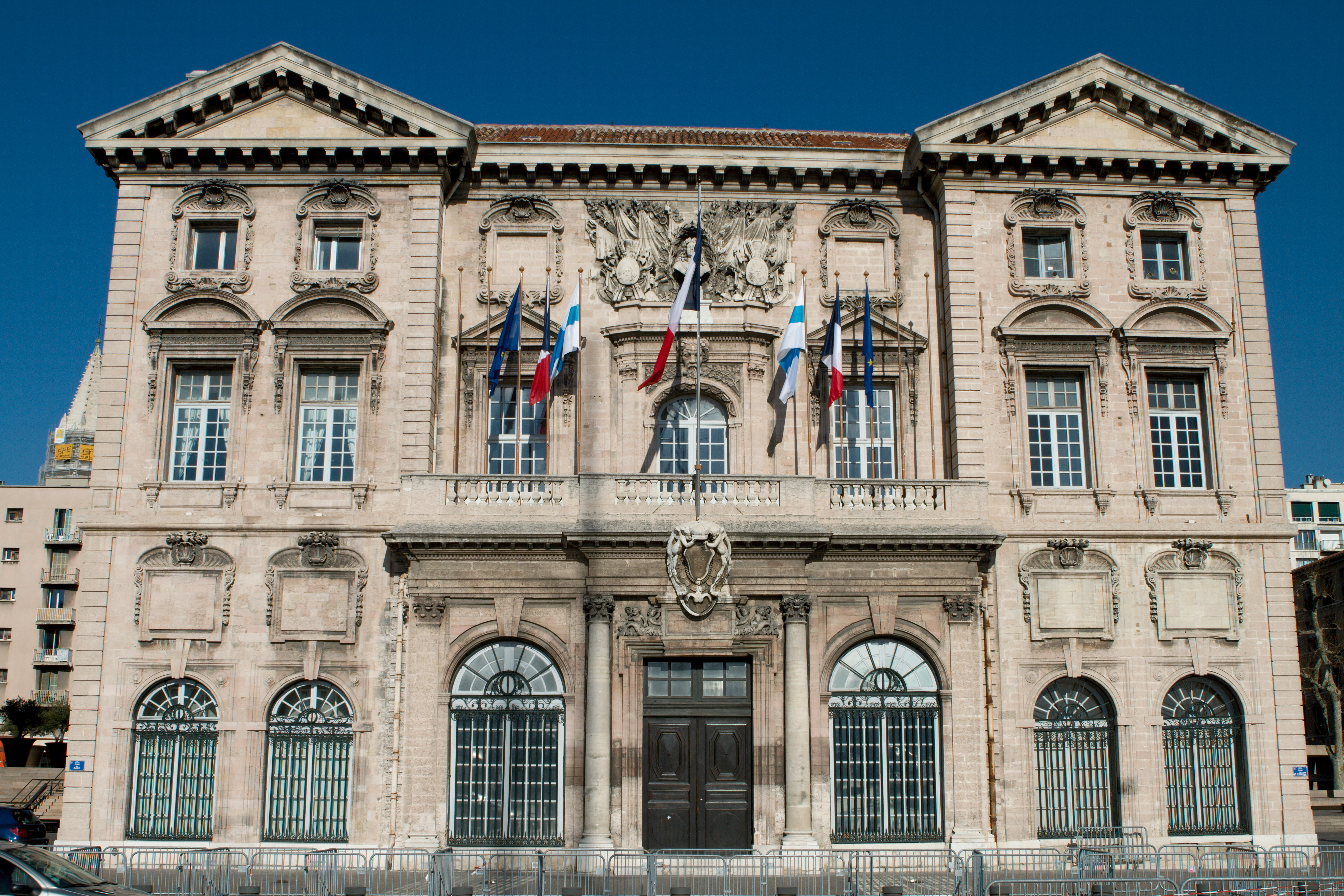
Fachada principal del ayuntamiento de Marsella.

## Trabajos de restauración
Profesor en la escuela de Bellas Artes de Marsella entre 1904 y 1926, realizó para esta ciudad diversos trabajos de restauración. En 1913 reemplazó por un molde los escudos de la villa esculpidos por Pierre Puget que estaban emplazados encima del balcón de la fachada principal del ayuntamiento de la ciudad (fr). Esta copia no se conservó y fue reemplazada en 1968 por una copia realizada por el escultor Mérindol.
Procedió también al desmontado del plafón de la biblioteca del convento de los predicadores que se encontraba al costado de la iglesia de Saint Cannat (fr) y lo restituyó en el pabellón de las artes del parque Chanot (fr). El panel central representa a Santo Domingo persiguiendo la herejía con los ángulos ocupados por los cuatro evangelistas (san Mateo, san Marcos, san Lucas y san Juan) y sobre los paneles laterales los cuatro padres de la Iglesia (Gregorio Magno, Ambrosio de Milán, Jerónimo de Estridón y Agustín de Hipona).

## Arqueología
Miembro de la Sociedad perhistórica de Francia, Stanislas Clastrier se dedicó igualmente a la arqueología. Adquirió un terreno en el 15 Distrito de Marsella (fr) y, aprovechando la oportunidad de trabajar en el terreno, descubrió el antiguo oppidum de Verduron (fr). Sus trabajos dieron fruto a diversas publicaciones.

## Obras
- Retratos en medallones Charles-Augustin de Coulomb, Alessandro Volta, Andre-Marie Ampere y Faraday en la parte frontal del edificio de correos de las calle Colbert en Marsella.
- Agua y Fuego, máscaras de las dos puertas principales del cuartel de bomberos del Bulevar de Estrasburgo en Marsella, construido por el arquitecto Leonce Muller.[4]
- Victor Gelu, altorrelieve en bronce. El poeta de Marsella es representado detrás de una mesa que le sirve de tribuna, el brazo derecho, tratando de recitar uno de sus poemas. Este trabajo, que se encontraba en la plaza nueva, rebautizada Plaza Victor Gelu, fue destruido en 1943 por los ocupantes alemanes para recuperar el bronce.
- Frontón del edificio de la compañía de transporte marítimo Fraissinet, situado en la Plaza del General de Gaulle en Marsella.
- Fachada del antiguo edificio del hospital La Timone, que dio cobijo en ese tiempo a dementes y deficientes. El frontón representa a los genios descubriendo las Ciencias.

## Galería de imágenes

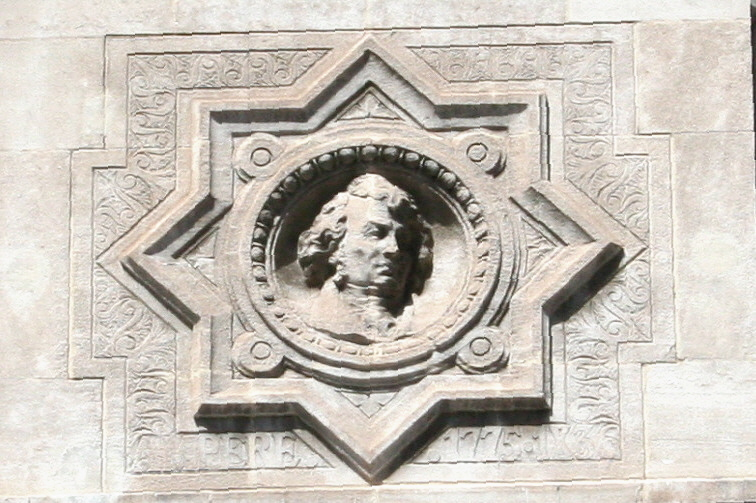
Ampère, hôtel des postes, Marsella
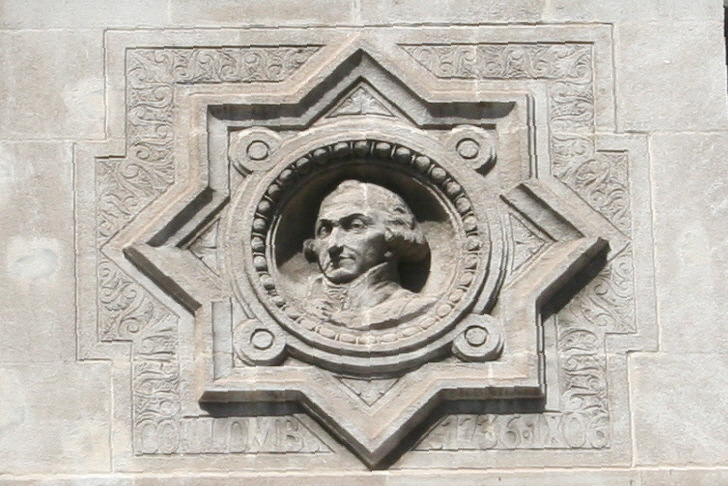
Coulomb, hôtel des postes, Marsella
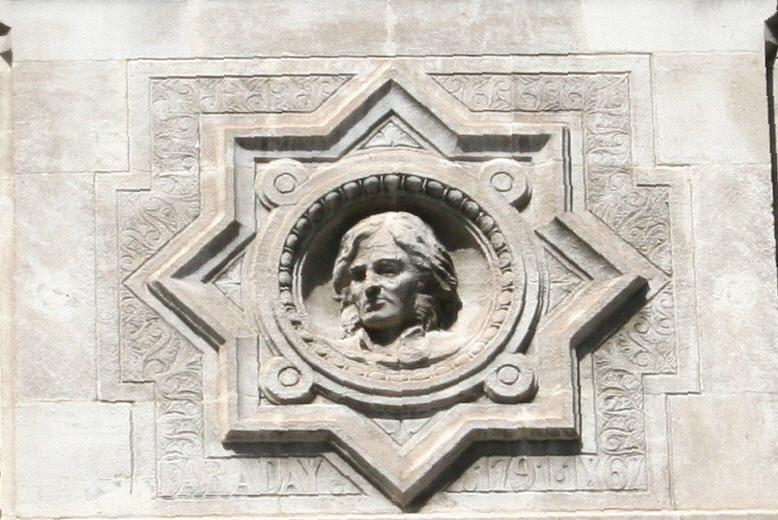
Faraday, hôtel des postes, Marsella
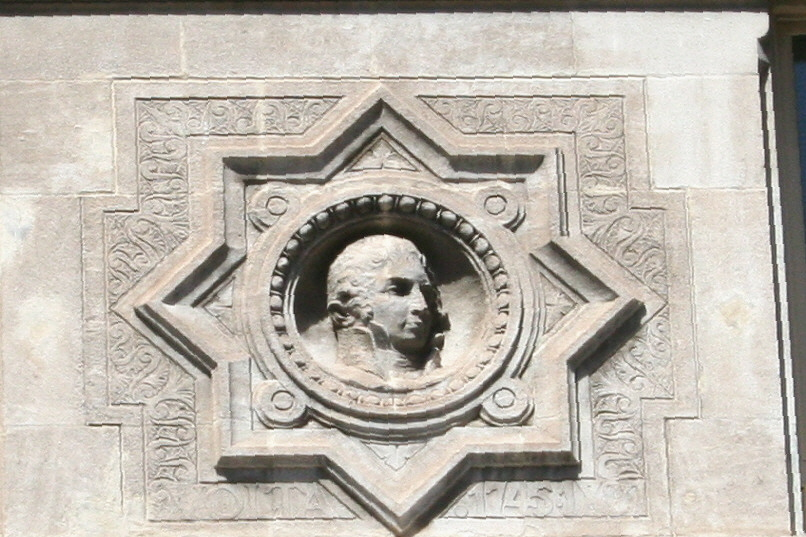
Volta, hôtel des postes, Marsella
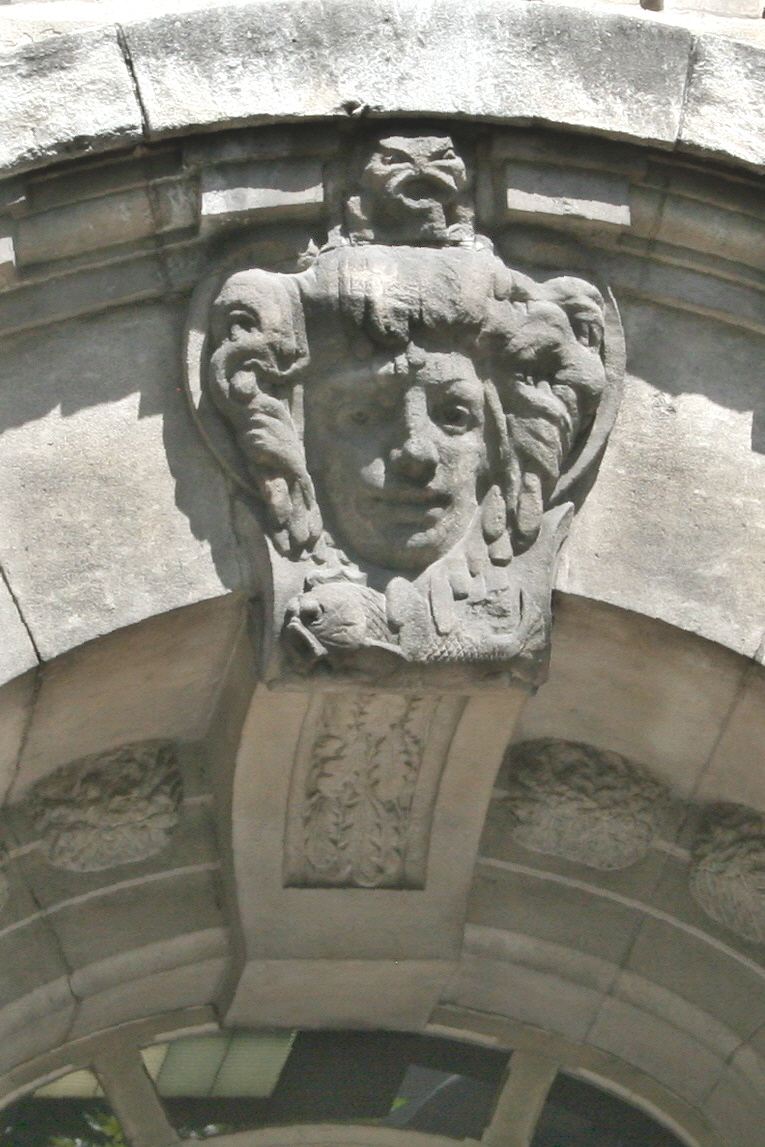
L'Eau, caserne des marins pompiers, Marsella
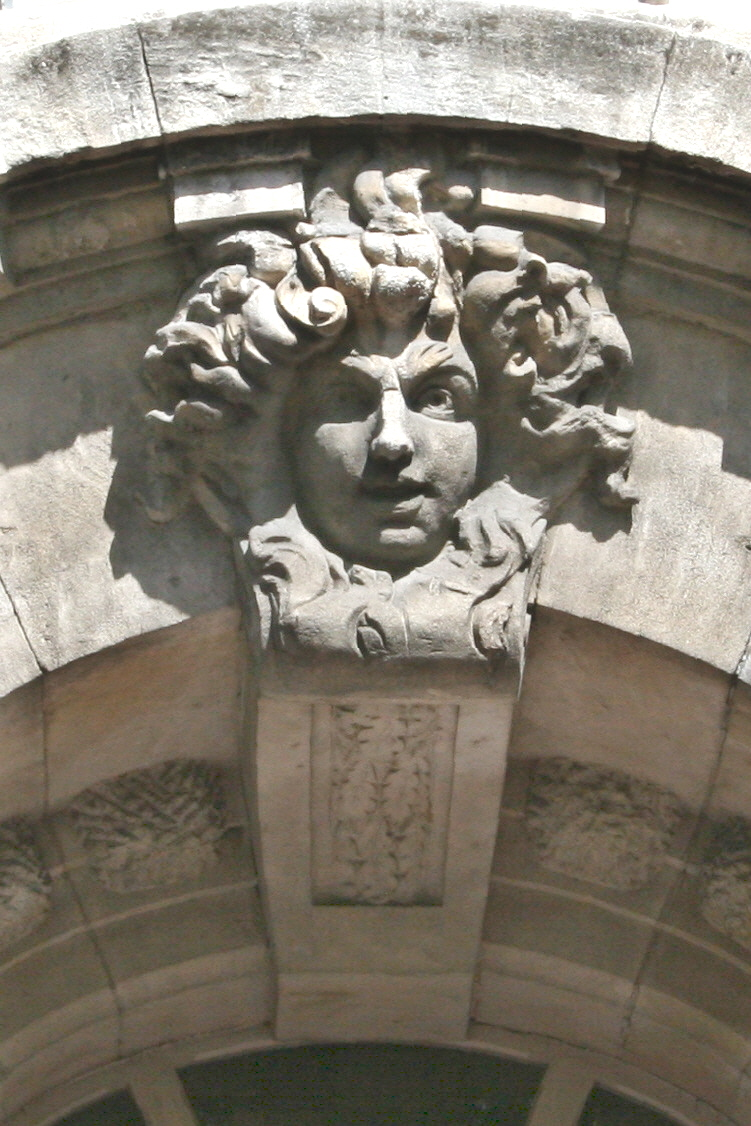
Le Feu, caserne des marins pompiers, Marsella